# Nouvelle union populaire écologique et sociale
Die Nouvelle union populaire écologique et sociale (NUPES bzw. Nupes), deutsch Neue ökologische und soziale Volksunion, war eine linke politische Koalition in Frankreich unter der Führung von Jean-Luc Mélenchon. Sie wurde am Maifeiertag 2022 gegründet und umfasst  La France insoumise, Parti socialiste, Europe Écologie Les Verts, Parti communiste francais, Génération.s sowie ihre jeweiligen kleineren Partner. Auch weitere Parteien und Einzelkandidaten des linken Spektrums traten bei. Bei der zweiten Runde der Nationalversammlungswahlen 2022 erreichte NUPES zwar den zweiten Platz, scheiterte jedoch bei dem Versuch, aus allen am Bündnis beteiligten Parteien eine gemeinsame Fraktion im Parlament zu bilden. 
Anlässlich der vorgezogenen Neuwahl des Parlaments im Sommer 2024 wurde NUPES durch das neue Linksbündnis Nouveau Front populaire ersetzt, das jedoch im Wesentlichen aus den gleichen Parteien besteht.

Logo der NUPES

## Geschichte

### Gründung
Im Oktober 2021, kurz vor der französischen Präsidentschaftswahl 2022, rief Jean-Luc Mélenchon das Bündnis ins Leben. Im Dezember 2021 kündigte er die Schaffung eines „Parlaments der Volksunion“ an, das Persönlichkeiten außerhalb von seiner populistischen und europaskeptischen Partei La France Insoumise (LFI) zusammenbringen sollte, um seine Kandidatur zu unterstützen.
Im Zusammenhang mit den französischen Parlamentswahlen 2022 versuchte La France insoumise, die größte linke Kraft bei den Präsidentschaftswahlen, die wichtigsten linken Parteien hinter ihnen zu vereinen. Es wurden Gespräche mit Europe Écologie Les Verts (EELV) und der Französischen Kommunistischen Partei (PCF) geführt, die der Koalition am 1. Mai beitraten. Die Sozialistische Partei (PS) trat der Koalition bei, nachdem darüber am 4. Mai eine Einigung erzielt worden war. Daraufhin kündigte die Nouveau Parti anticapitaliste (Neue Antikapitalistische Partei) an, dass sie aufgrund unüberwindlicher ideologischer Differenzen mit der Sozialistischen Partei nicht in die Koalition eintreten, sie aber die Kandidaten der Koalition unterstützen werde, die dem radikalen linken Flügel angehören. Die Partei Gauche républicaine et socialiste (Republikanische und Sozialistische Linke) erklärte, dass sie über ihren Beitritt zur Volksunion verhandeln werde.

### Erweiterung
Mit dem Ziel eines Koalitionsvertrags schlug Europe Écologie Les Verts vor, den Namen Union populaire durch den Namen Union populaire et écologiste oder Écologiste populaire et Front social zu ersetzen.  Kurz vor dem 2. Mai wurde mit Europe Écologie Les Verts ein Abkommen unter dem gemeinsamen Namen der Nouvelle Union Populaire Écologique et Sociale geschlossen. Das Abkommen sah 100 von 577 Wahlkreisen für den Umweltblock vor. EELV wollte, dass die Zentren der Städte bei den französischen Kommunalwahlen 2020 gewonnen werden. Sie erhielten Bordeaux, Straßburg und Lyon sowie den 3., 5., 8. und 9. Wahlkreis von Paris.
Am 3. Mai kündigte die Französische Kommunistische Partei an, der Koalition beizutreten. In ihrer Pressemitteilung erklärte die Partei, dass sie eine Mehrheit mit ihren Verbündeten bilden wolle und erklärte, sie teile „gemeinsame pragmatische Ziele“ mit La France Insoumise.
Die Sozialistische Partei schloss zunächst Gespräche mit La France insoumise aus, bevor sie am 27. April an den Gesprächen teilnahm; die Gespräche wurden am 29. April erneut ausgesetzt. Olivier Faure, der erste Sekretär der Sozialistischen Partei, verhandelte am 2. Mai mit La France insoumise in ihrem Hauptquartier. Einen Tag später erklärte Manuel Bompard, der Verhandlungsführer der La France Insoumise, die Verhandlungen zwischen den Parteien seien „schwierig in Bezug auf die Verdienste und die Wahlkreise“ gewesen. Am 4. Mai einigte sich die PS mit der Koalition auf einen Vorschlag, vorbehaltlich einer Abstimmung durch den Nationalrat der Partei am folgenden Tag. Der Nationalrat hat das Abkommen am 5. Mai ratifiziert.
Zwei Gruppierungen kleinerer linker Parteien haben sich ebenfalls an die Koalition gewandt, um Verhandlungen aufzunehmen: die Fédération de la gauche républicaine, die sich aus der Mouvement citoyen et républicain, der Gauche républicaine et socialiste, der Nouvelle Gauche socialiste, der l’Engagement et des Radicaux de gauche zusammensetzt und die Rassemblement social et écologiste, bestehend aus Nouvelle Donne, Allons Enfants, d’Ensemble sur nos territoires, Gauche démocratique et sociale und Liberté ecologie fraternité.

### Gescheiterte Fraktionsbildung
Kurz nach der Wahl lehnten Sozialisten, Kommunistische Partei und die Grünen den Vorschlag Mélenchons zur Bildung einer gemeinsamen Fraktion der NUPES-Parteien in der Nationalversammlung ab.

### Nouveau Front populaire
Im Vorfeld der vorgezogenen Parlamentswahl 2024 schlossen sich die führenden linken Parteien zum Wahlbündnis Nouveau Front populaire (NFP) zusammen. Anders als NUPES stand NFP nicht unter der Führung von La France insoumise, sondern wurde von den Beteiligten kollektiv geleitet.

## Mitglieder
| Partei                                            | Abkürzung | Ideologie                              | Politische Position                   | Vorsitzende                              |
| ------------------------------------------------- | --------- | -------------------------------------- | ------------------------------------- | ---------------------------------------- |
| La France insoumise und Verbündete                |           |                                        |                                       |                                          |
| La France insoumise                               | LFI       | Demokratischer Sozialismus             | Linkspopulistisch und europaskeptisch | Adrien Quatennens                        |
| Parti de gauche                                   | PG        | Demokratischer Sozialismus             | Links                                 | Jean-Christophe Sellin Hélène Le Cacheux |
| Picardie Debout                                   | PD        | Sozialismus                            | Links                                 | François Ruffin                          |
| Révolution écologique pour les vivants            | REV       | Tiefenökologie                         | Links                                 | Aymeric Caron                            |
| Parti ouvrier indépendant                         | POI       | Kommunismus                            | Links bis linksextrem                 | Kollektiv                                |
| Rézistans Égalité 974 (nur auf Réunion)           | RÉ974     | Demokratischer Sozialismus             | Links bis linksextrem                 | Jean-Hugues Ratenon                      |
| Pôle écologiste                                   |           |                                        |                                       |                                          |
| Europe Écologie Les Verts                         | EELV      | Grüne Politik                          | Mitte-links bis links                 | Julien Bayou                             |
| Génération.s                                      | G.s.      | Demokratischer Sozialismus             | Mitte-links bis links                 | Benoît Hamon                             |
| Les Nouveaux Démocrates                           | LND       | Sozialliberalismus                     | Mitte-links                           | Aurélien Taché Émilie Cariou             |
| Génération d’écologie                             | GÉ        | Grüne Politik                          | Mitte                                 | Delphine Batho                           |
| Sozialistische Partei und Verbündete              |           |                                        |                                       |                                          |
| Sozialistische Partei                             | PS        | Sozialdemokratie                       | Mitte-links                           | Olivier Faure                            |
| Place publique                                    | PP        | Sozialdemokratie                       | Mitte-links                           | Raphaël Glucksmann                       |
| Nouvelle Donne                                    | ND        | Progressivismus                        | Mitte-links bis links                 | Arnaud Lelache Aline Mouquet             |
| Französische Kommunistische Partei und Verbündete |           |                                        |                                       |                                          |
| Französische Kommunistische Partei                | PCF       | Kommunismus                            | Links bis linksextrem                 | Fabien Roussel                           |
| Pour La Réunion                                   | PLR       | Demokratischer Sozialismus             | Links                                 | Huguette Bello                           |
| Tavini Huiraatira                                 | HEIT      | Unabhängigkeit Französisch-Polynesiens | Mitte-links bis links                 | Oscar Temaru                             |
| Péyi-A                                            | Péyi-A    | Unabhängigkeit Martiniques             | Mitte-links bis links                 | Jean-Philippe Nilor Marcelin Nadeau      |

## Politische Positionen
Die Koalition wurde als links charakterisiert. Die Teilnehmer kommen zu mehreren gemeinsamen Vorschlägen zusammen, darunter: die Anhebung des Mindestlohns ohne Steuern auf 1.400 € pro Monat, die Rückkehr in den Ruhestand mit 60 Jahren, das Einfrieren der Preise für Grundnahrungsmittel, die ökologische Entwicklung und die Gründung einer Sechsten Republik (Frankreich ist in seiner Fünften Republik). Die Koalition strebt eine Mehrheit in der Nationalversammlung an, um Präsident Emmanuel Macron eine Cohabitation aufzuzwingen und Jean-Luc Mélenchon zum Premierminister zu ernennen. Einige Sozialisten betrachteten die Teilnahme an der Europäischen Union als „rote Linie“, und so wurde eine Kompromissposition in dieser Frage erreicht, wobei die Koalition ein „gemeinsames Ziel“ verfolgte, die Europäische Union von einem „liberalen und produktivistischen Projekt“ zu einem Projekt „im Dienste von Ökologie und Solidarität“ zu verändern.

## Reaktionen
Während die Verhandlungen von der Linken, einschließlich des ehemaligen PCF-Organs L'Humanité, als historisch gefeiert wurden, waren sie nicht ohne Kritik. In einem Brief an Parteiaktivisten kündigte Guillaume Lacroix von der Radikalen Partei der Linken an, dass sie der Koalition nicht beitreten würden, und kritisierte die Parteien, die dies taten, „hätten ihre Werte verraten“. Er schrieb auch, dass er befürchte, „den Tod des Sozialdemokraten“ mitzuerleben. Die Bewegung der Progressiven, die früher Teil des ökologischen Pols war, kritisierte das Abkommen ebenfalls und sagte: „Verhandlungen mit der FI stellen einen unerträglichen Verrat durch unverantwortliche Apparatschiks dar“.
Über 1.000 PS-Mitglieder forderten den PS-Generalsekretär Olivier Faure auf, sich aus den Verhandlungen zurückzuziehen. Der ehemalige französische Präsident und PS-Mitglied François Hollande nannte jede Vereinigung von PS und LFI „inakzeptabel“, was dazu führte, dass Mélenchon Hollande einen „totalen Habenichts“ nannte. Anne Hidalgo, Bürgermeisterin von Paris und Präsidentschaftskandidatin der PS im Jahr 2022, setzte sich gegen die Vereinigung ein und forderte eine Union der Linken, die Mélenchon und seine Partei ausschließt. Bernard Cazeneuve, ehemaliger Premierminister Frankreichs und Mitglied der PS, kündigte am 3. Mai aufgrund der Verhandlungen seinen Austritt aus der Partei an. Nach dem Beitritt der PS zur Vereinigung warnte die Präsidentin von Okzitanien, PS-Mitglied Carole Delga, NUPES, dass sie „unabhängige Sozialisten“ unterstützen würde, die gegen Nicht-PS-NUPES-Kandidaten antreten. Als Teil des NUPES-Abkommens erhielt die PS nur sechs der 49 Sitze in Okzitanien, was Delga für keine „faire Vertretung“ ihrer Partei in der Region hielt.
Die französische Mitte-Links-Zeitung Libération kritisierte die Koalition für ihren wahrgenommenen Euroskeptizismus, bezeichnete solche Positionen als „historischen Fehler“ und argumentierte, dass „die Linke laut und deutlich ihr Bekenntnis zur Europäischen Union verkünden muss“. Andererseits lobte die französische linke Zeitung L'Humanité die Koalition als „eine historische Kundgebung“.
Die Neue Antikapitalistische Partei reagierte negativ auf die mögliche Aufnahme der PS in die Vereinigung und erklärte, dass sie nicht glaube, dass die PS eine Kraft für sozialen Wandel sei. Der Widerstand kam auch von Lutte Ouvrière; Sie kündigten an, dass die Partei ihre eigene Liste getrennt von der Union führen würde, und beschuldigten die Union des „Reformismus“. Stanislas Guerini, Generaldelegierter der Renaissance und des Ensemble citoyens der Präsidentenmehrheit, appellierte an die PS-Mitglieder, die gegen die Vereinigung waren, und bat sie, „sich uns anzuschließen“.

## Wahlergebnisse

### Parlamentswahlen
| Jahr | 1. Wahlgang       | 1. Wahlgang       | 1. Wahlgang | 2. Wahlgang       | 2. Wahlgang       | 2. Wahlgang | Sitze insgesamt | Sitze insgesamt | Anmerkungen |
| Jahr | Stimmen (absolut) | Stimmen (relativ) | Sitze       | Stimmen (absolut) | Stimmen (relativ) | Sitze       | absolut         | relativ         | Anmerkungen |
| ---- | ----------------- | ----------------- | ----------- | ----------------- | ----------------- | ----------- | --------------- | --------------- | ----------- |
| 2022 | 5.836.202         | 25,66 %           | 4           | 6.556.711         | 31,60 %           | 127         | 131/577         | 22,70 %         |             |